# José Goñi
José Mario Goñi Carrasco (Concepción, 28 de febrero de 1948) es un economista, académico, investigador, consultor, político, diplomático y escritor chileno, miembro del Partido por la Democracia (PPD). Se desempeñó como ministro de Estado de la presidenta Michelle Bachelet durante el primer gobierno de esta en la cartera de Defensa Nacional, desde 2007 hasta 2009, y embajador de su país en los Estados Unidos, Suecia, Italia y México.

## Biografía
Es hijo de Anacleto Segundo Goñi Torres, descendiente del contraalmirante José Anacleto Goñi Prieto, comandante general de Marina al estallar la Guerra del Pacífico, y de Mercedes Carrasco Acuña. En 1997 se casó con Marcela Angulo González, divorciándose en 2001.
Realizó sus estudios secundarios en el Liceo Enrique Molina Garmendia de Concepción, donde fue presidente de su centro de alumnos en 1966, su último año en dicha institución. Esta había albergado, entre otros destacados dirigentes de la izquierda política local, a Miguel Enríquez, Bautista van Schouwen y Fernando Krauss.
En 1967 ingresó a la Facultad de Ciencias Económicas y Administrativas de la Universidad de Concepción, donde se convirtió en el primer presidente de la federación de estudiantes de la facultad en militar en el Movimiento de Izquierda Revolucionaria (MIR), al que Goñi ingresó ese mismo año tras participar en el Movimiento Universitario de Izquierda (MUI).
Se desempeñó en la Facultad en la que estudió como ayudante alumno (desde 1969) y docente (1971-1972). Durante el último año del gobierno de la Unidad Popular (UP) se radicó en Santiago, trabajando en el Instituto Forestal (INFOR), pero luego del derrocamiento del presidente Salvador Allende debió pasar a la clandestinidad, sabiendo que podría ser una potencial presa de la guerra sucia que se declaró en el país andino tras el golpe del 11 de septiembre de 1973 y contribuir a la recuperación de la democracia. Salió al exilio en diciembre de 1974, escapando de una sistemática cacería que realizaba la DINA (aparato represivo de la dictadura) para lograr su captura.
En Estocolmo hizo clases en el Instituto de América Latina y en la universidad de esa ciudad. En paralelo, contrajo matrimonio con una ciudadana sueca que había conocido en Chile, y se apartó del Movimiento de Izquierda Revolucionaria (MIR), vinculándose fuertemente con figuras de la socialdemocracia nórdica.
En medio de este proceso de repliegue y autocrítica, fue crítico a las posiciones de la dirección y no participó en la denominada operación retorno a Chile que promovía Andrés Pascal Allende en 1977.
En 1987, de vuelta en el país, sus nexos con Ricardo Lagos y Sergio Bitar, entre otros, lo llevaron a abandonar su independencia y ser uno de los fundadores del Partido por la Democracia (PPD).
Durante el Gobierno de Eduardo Frei Ruiz-Tagle ocupó el cargo de director ejecutivo de la Comisión Nacional del Medio Ambiente (Conama), organismo que lideró desde su creación.
Fue director de Europa en la Dirección Económica de la Cancillería chilena, lugar desde el cual lideró las negociaciones con la Unión Europea (UE), culminando con la firma del Acuerdo firmado en Florencia, Italia, en junio de 1997.
Posteriormente fue embajador de Chile en Suecia (1997-2000), Italia (2000-2004) y México (2005-2007). Además, fue representante de Chile ante la FAO y el Programa Mundial de Alimentos (PMA), con sede en Roma. También fue embajador concurrente ante la república de Letonia (1991-2000 y 2024-2018).
El 27 de marzo de 2007 fue nombrado ministro de Defensa Nacional por la presidenta Bachelet. Dejó el cargo el 12 de marzo de 2009.
Entre ese año y principios de 2010 ocupó la representación de su país en los Estados Unidos.
En marzo de 2014 (en el marco del segundo gobierno de Bachelet) le fue encargada, una vez más, la embajada de Chile en Suecia.[cita requerida]
Ha publicado o editado libros y artículos sobre política, economía, Suecia y Olof Palme.[cita requerida]
También ha publicado cuentos y novelas. En 2016 la editorial Fondo de Cultura Económica de México publicó su primera novela titulada Pablo y Matilde en el país del racimo, que cuenta la historia del libro de Neruda "Los versos del capitán", publicado en 1952 en la ciudad de Nápoles, Italia. Esta novela fue traducida al italiano y publicada por Editorial Nova Delphi (2018). En 2024 la editorial chilena Catalonia publicó su segunda novela histórica, "Gabriela, su difícil camino al Nobel", en que relata los hechos fundamentales de la vida de la poeta, centrándose especialmente en el proceso del Premio Nobel de Literatura que Mistral recibió en 1945. Para este efecto, Goñi realizó investigaciones en el Archivo de la Fundación Nobel en Estocolmo, así como en revistas y prensa sueca y de diversos países. Ambas novelas contienen información que se desconocía de ambos poetas chilenos. [cita requerida]